# Stellantchasmus falcatus
Stellantchasmus falcatus ist ein zu den Saugwürmern gehörender Parasit aus der Familie Heterophyidae. Er ist Typspezies der Gattung Stellantchasmus. Natürliche Endwirte sind Hunde, Katzen, Ratten, Schweine, Vögel und der Mensch. Der Parasit kommt in gesamten asiatisch-pazifischen Raum, Australien, Indien, Iran und Palästina vor. Genetische Studien legen nahe, dass die bei Süß- und Brackwasserfischen als zweitem Zwischenwirt vorkommenden Vertreter jeweils eine eigene Art repräsentieren.

## Lebenszyklus
Die Entwicklung verläuft über zwei Zwischenwirte. Der Endwirt scheidet die Eier mit dem Kot aus. Daraus schlüpfen die Mirazidien und dringen in den ersten Zwischenwirt ein. Als erster Zwischenwirt fungieren Brackwasserschnecken wie die Nadel-Kronenschnecke, Stenomelania newcombi und Thiara granifera  einschließlich Thiara granifera mauiensis. In ihnen entwickeln sich die Redien bzw. Zerkarien. Diese werden vom zweiten Zwischenwirt aufgenommen. Als dieser dienen Brackwasserfische, vor allem Meeräschen (Mugil spp., Liza menada, Liza haematocheila) und Grundeln wie Acanthogobius flavimanus. Aber auch Süßwasserfische wie der Kletterfisch oder der Halbschnabelhecht können als zweiter Zwischenwirt dienen. Hier entwickeln sich die Metazerkarien, die mit dem Fisch vom Endwirt aufgenommen werden.

## Merkmale
Stellantchasmus falcatus ist birnenförmig und hat einen kleinen, submedianen Bauchsaugnapf und eine als Ausstoßorgan gestaltete Vesicula seminalis. Die mittlere Größe beträgt 450 × 237 μm. Der Mundsaugnapf ist mit 41 × 50 μm klein, der Pharynx 29 × 21 μm groß, der schlanke Ösophagus ist 57 μm lang, und der dickwandige Expulsionsabschnitt der Vesicula seminalis 119 × 32 μm. Das runde Ovar misst 58 × 69 μm, von den beiden eiförmigen Hoden misst der rechte 117 × 74 μm und der linke 114 × 63 μm. Die gesamte Körperfläche ist dicht mit Dornen besetzt. An den Lippen des Mundsaugnapfs sitzen ringsum einzelne, kleine Typ-I-Sinnespapillen. Der kleine Bauchsaugnapf liegt rechts und ist am linken Rand mit acht Typ-I-Sinnespapillen versehen.
Die Eier sind mit einer mittleren Größe von 23 × 12 μm klein und gelb gefärbt. Die Metazerkarien sind elliptisch und 220 × 168 μm groß.